# Dirck van Delen

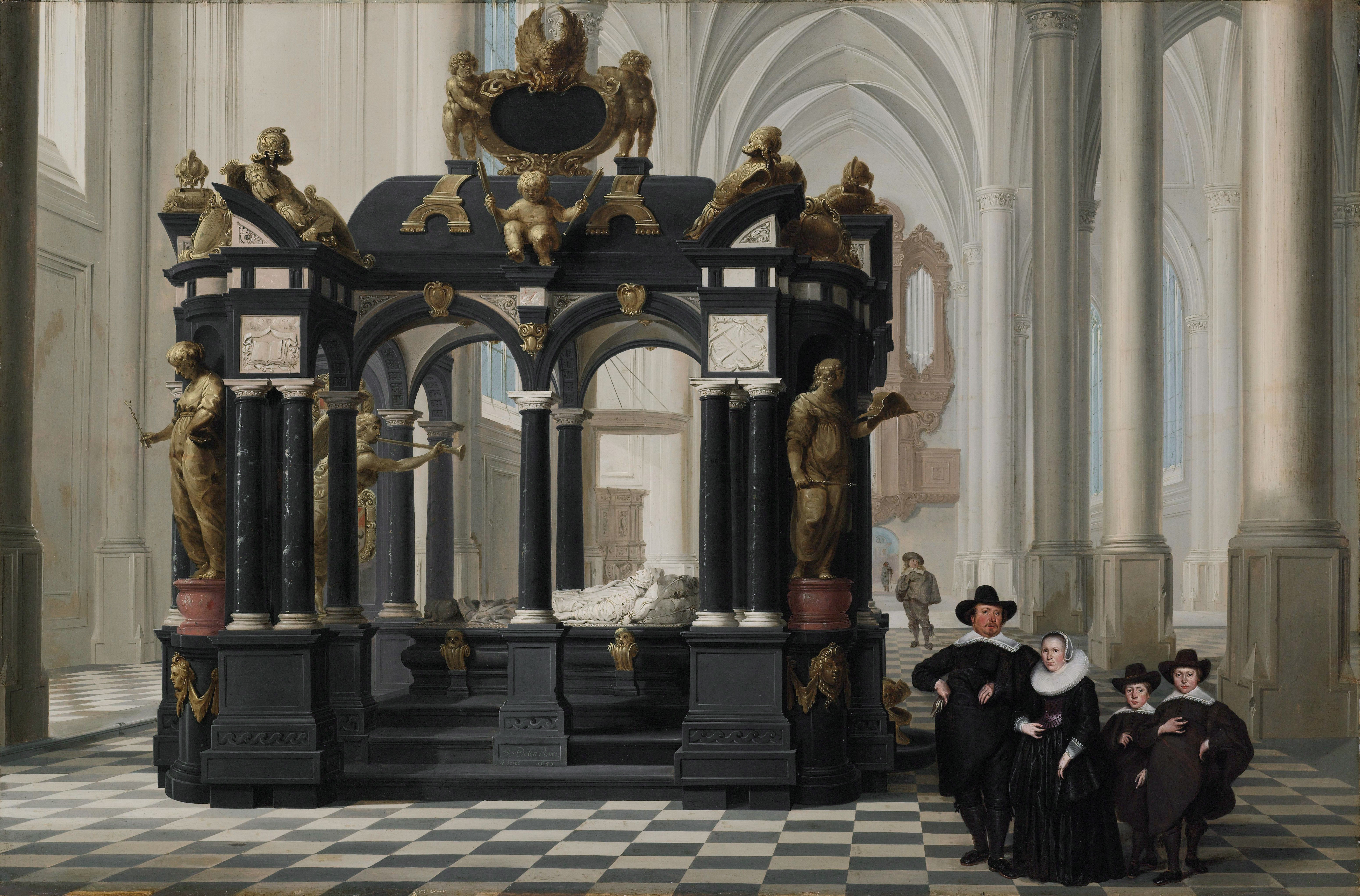
Een familiegroep bij het praalgraf van prins Willem I in de Nieuwe Kerk te Delft. 1645. Amsterdam, Rijksmuseum Amsterdam.

Dirck van Delen (Heusden, 1604/05 – Arnemuiden, 16 mei 1671) was een Nederlands kunstschilder behorend tot de Hollandse School.
Van Delens vroege werk vertoont invloed van het grafisch werk van Hans Vredeman de Vries en de schilderijen van Bartholomeus van Bassen. In 1626 vestigde hij zich in het Zeeuwse Arnemuiden, waarvan hij tevens burgemeester was. Vanaf het einde van de jaren '20 maakte hij enkel architectuurstukken. Hij had een voorliefde voor rijk versierde interieurs, met zuilen omgeven binnenhoven, barokke kerken, enz., die tot het eind van de jaren 1640 meestal door hemzelf van figuren werden voorzien, aanvankelijk vaak naar figuren van Dirck Hals, later veel naar prenten van Abraham Bosse.

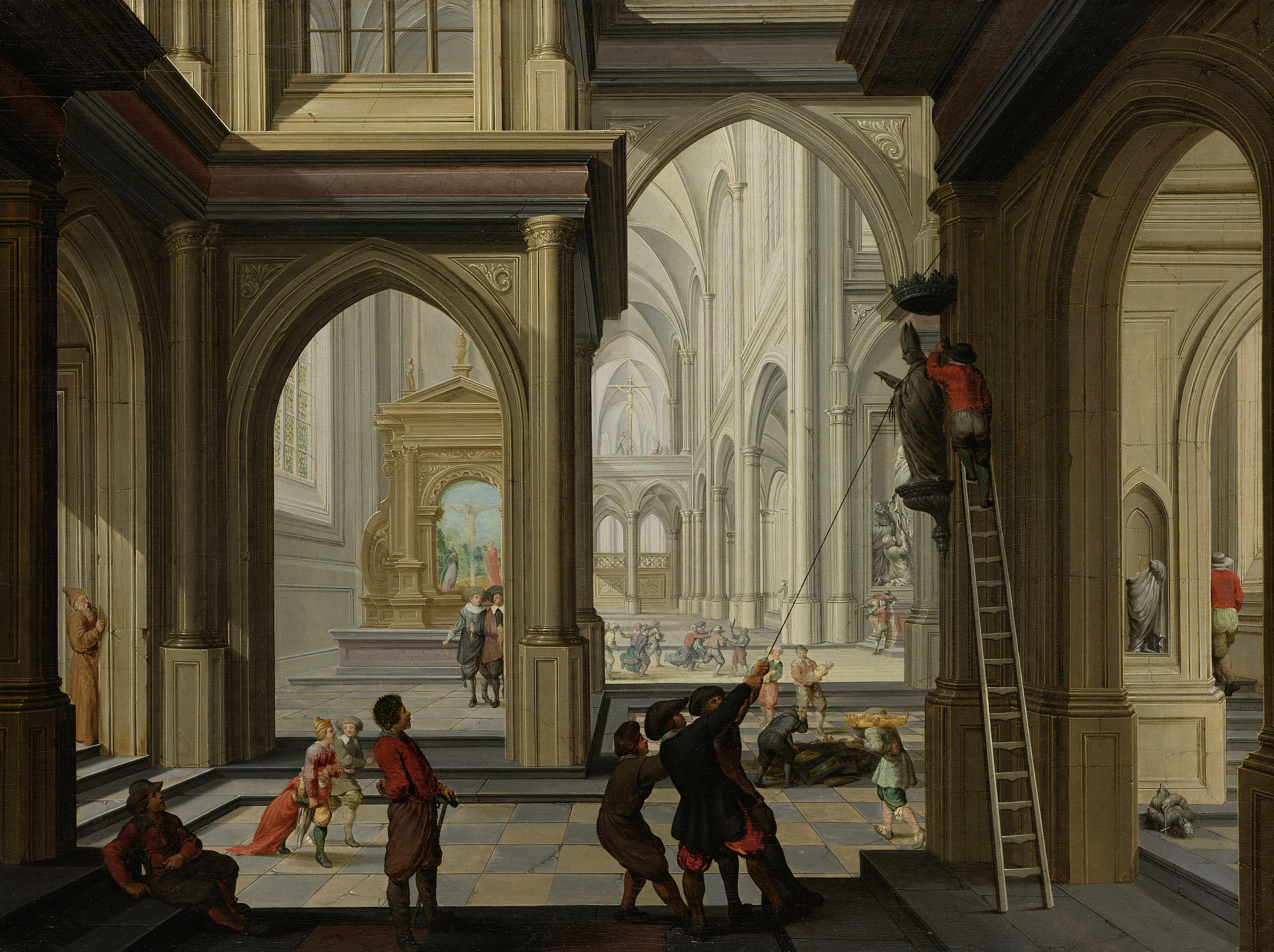
Beeldenstorm in een kerk, 1630.

Een van zijn bekendste schilderijen toont de Beeldenstorm van 1566. Hij schilderde dit schilderij in 1630 en het is het enige schilderij, waarop de Beeldenstorm is afgebeeld. Dit schilderij is te zien in het Rijksmuseum in Amsterdam.
Een ander bekend schilderij, dat hij samen met Anthonie Palamedesz maakte, laat de Ridderzaal in Den Haag zien. Het is niet bekend wanneer het precies geschilderd is. Het schilderij is eigendom van het Mauritshuis, maar in bruikleen gegeven aan het Rijksmuseum in Amsterdam.
Verder hangt er een groot werk van hem in het voormalige gemeentehuis van Arnemuiden, dat nu dienstdoet als oudheidkundig museum van Arnemuiden. Er hangen ook schilderijen van hem in buitenlandse musea. In 2014 dook een schilderij van hem, uit 1626, op in Wales.

## Privéleven
Dirck van Delen was getrouwd met Maria van der Gracht (1588-1650). Zij was de dochter van de toenmalige burgemeester van Arnemuiden. Ze kregen in 1626 een zoon met de naam Pieter. Van Delens tweede vrouw was Catharina de Hane (1618-1652) Ze trouwden in 1650, maar Catharina overleed na 2 jaar huwelijk in het kraambed. Van Delens derde en laatste vrouw heette Johanna van Baelen (1600-1668) Ze trouwden in 1658.
Naast het schilderij in het museum van Arnemuiden hangt een gedenkbord, dat Dirck van Delen liet opstellen voor zijn drie vrouwen. De tekst daarop luidt:
‘Gedenckt te sterven
DIRK VAN DELEN heeft dit opgerigt ter gedachtenis syner weerde en lieve Huisvrouwen, Maria van der Gracht, oudt synde 62 jaar, overleden den 30. Augustus, 1650, Catharina de Have, overleden den 4. December, 1652, oudt synde 34 jaren, mitsgaders Johanna van Balen, oud synde 68 jaren, overleedt den 16. December, 1688.’
Later is er bijgeschilderd:
‘De Heer DIRCK VAN DELEN, overleden den 16. Mei, oudt synde 66 jaren.’